# Mërgim Brahimi
 (août 2025).
Pour les articles homonymes, voir Brahimi.
Mërgim Brahimi, né le 8 août 1992 à Istok en Yougoslavie, est un footballeur international albanais, également international kosovar. Il évolue au poste de milieu offensif au FC Wil.

## Biographie

### En club
Il joue un match en Ligue des champions et six matchs en Ligue Europa avec le Grasshopper Zurich.

### En équipe nationale
Mërgim Brahimi reçoit une sélection en équipe d'Albanie lors de l'année 2012. Il s'agit d'un match amical disputé contre l'Iran à Istanbul (victoire 0-1).
Il joue deux matchs en Kosovo lors de l'année 2015, contre la Guinée équatoriale, et l'Albanie. Il inscrit un doublé contre la Guinée équatoriale.